# Crayon Shin-chan: Arashi o Yobu Jungle
Shin - Cậu bé bút chì: Cơn bão rừng già (クレヨンしんちゃん 嵐を呼ぶジャングル Kureyon Shinchan: Arashi o Yõbu Janguru), là một bộ phim anime năm 2000. Nó là bộ phim thứ 8 của series Shin - Cậu bé bút chì (Usui Yoshito). Bộ phim được ra mắt với tựa đề là Shin-chan: Bungle in the Jungle trong các rạp chiếu phim ở Ấn Độ vào 1 tháng 4 năm 2011, bộ phim ở kênh truyền hình tại Ấn Độ được ra mắt vào 22 tháng 5 năm 2011 trên Hungama TV và sau đó nó được ra mắt trên DVD ở Ấn Độ. Nó được ra mắt với tựa đề là Crayon Shin-chan The Movie: Storming Jungle với lời thuyết minh bằng tiếng Anh trên VCD bởi PMP Entertainment.

## Phân vai
- Akiko Yajima trong vai Nohara Shinnosuke Nohara

- Mari Mashiba trong vai Kazama Toru và Bạch Tuyết
- Tamao Hayashi trong vai Sakurada Nene
- Teiyū Ichiryūsai trong vai Sato Masao
- Chie Satō trong vai Bo Suzuki
- Keiji Fujiwara trong vai  Nohara Hiroshi
- Miki Narahashi trong vai  Nohara Misae
- Satomi Kōrogi trong vai  Nohara Himawari
- Tesshō Genda trong vai Gotarō (Action Kamen)
- Etsuko Kozakura trong vai Mimiko Sakura
- Sakiko Tamagawa trong vai mẹ của Toru
- Junko Hagimori trong vai mẹ của Nene
- Tomoko Otsuka trong vai mẹ của Masao
- Ayako Kawasumi trong vai Ai Suotome
- Yumi Takada trong vai Midori Yoshinaga
- Michie Tomizawa trong vai Ume Matsuzaka
- Kotono Mitsuishi trong vai Masumi Ageo
- Rokurō Naya trong vai Bunya Takakura (hiệu trưởng)
- Hisako Kyōda trong vai Quản lý Hiệu sách Kasukabe
- Sakurako Kishiro trong vai Nakamura (nhân viên Hiệu sách Kasukabe)
- Kazue Ikura trong vai Ryuko Fukazumi
- Chizuko Hoshino trong vai Ogin Uonome
- Akiko Muta trong vai Mary
- Sayuri Yamauchi trong vai Oohara Nanako
- Daisuke Sakaguchi trong vai Hatogaya Yoshirin
- Fumie Kusachi trong vai Hatogaya Micchi
- Ginzō Matsuo trong vai Nohara Ginnosuke
- Reiko Suzuki trong vai Reiko Kitamoto (nhà bên cạnh)
- Kōsuke Okano trong vai Someya
- Hiroshi Masuoka trong vai Tiến sĩ Kitakasukabe
- Sachiko Kobayashi trong vai Pegasus

## Phát hành
Bộ phim được phát hành vào ngày 22 tháng 4 năm 2000 tại Nhật Bản. Nó cũng được phát hành ở Ấn Độ với tựa Shin-chan: Bungle in the Jungle vào ngày 1 tháng 4 năm 2011 tại các rạp chiếu phim. Nó được phát hành với tên Crayon Shin-Chan The Movie: Storming Jungle với phụ đề tiếng Anh trên VCD của PMP Entertainment. 